# 2578 Saint-Exupéry
A 2578 Saint-Exupéry (ideiglenes jelöléssel 1975 VW3) a Naprendszer kisbolygóövében található aszteroida. Tamara Mihajlovna Szmirnova fedezte fel 1975. november 2-án.